# Vlag van Beuningen

Vlag van de gemeente Beuningen

Oude vlag van Beuningen (1986-2013)

Oude vlag van Beuningen (1954-1986)

De vlag van Beuningen is sinds 2013 de gemeentelijke vlag van de Gelderse gemeente Beuningen. Deze logovlag bestaat uit een witte achtergrond met een zwarte tekst "Gemeente Beuningen". Tussen de woorden is het logo van de gemeente afgebeeld. Logovlaggen worden niet opgenomen in het vlaggenregister van de Hoge Raad van Adel omdat ze zich niet aan de regels van de vlaggenleer houden. Deze vlaggen kunnen wel een officiële status hebben als ze bij besluit door de gemeenteraad zijn aangenomen, maar dit gebeurt vaak ook niet.

## Vlag van 1986
Na een fusie met de gemeente Ewijk werd op 4 maart 1986 een vlag aangenomen met de volgende beschrijving:
Drie banen van geel, oranje en rood waarvan de hoogten zich verhouden als 1:2:1.
De gele strook vertegenwoordigt de oude gemeente Ewijk. Rood staat voor Beuningen. De middelste strook op de vlag is breder en heeft de kleur oranje: de symbolische samensmelting van de twee oude gemeentes, voorgesteld door de mengkleur van geel en rood.

## Vlag van 1954
Op 7 september 1954 werd een vlag aangenomen die als volgt kan worden beschreven:
Drie evenhoge banen van geel en zwart, met in de broektop het (toenmalige) wapenschild.

## Verwante afbeeldingen

Het wapen van Beuningen (1906)
Het wapen van Beuningen (1982)

Aalten ·
Apeldoorn ·
Arnhem ·
Barneveld ·
Berg en Dal ·
Berkelland ·
Beuningen ·
Bronckhorst ·
Brummen ·
Buren ·
Culemborg ·
Doesburg ·
Doetinchem ·
Druten ·
Duiven ·
Ede ·
Elburg ·
Epe ·
Ermelo ·
Harderwijk ·
Hattem ·
Heerde ·
Heumen ·
Lingewaard ·
Lochem ·
Maasdriel ·
Montferland ·
Neder-Betuwe ·
Nijkerk ·
Nijmegen ·
Nunspeet ·
Oldebroek ·
Oost Gelre ·
Oude IJsselstreek ·
Overbetuwe ·
Putten ·
Renkum ·
Rheden ·
Rozendaal ·
Scherpenzeel ·
Tiel ·
Voorst ·
Wageningen ·
West Betuwe ·
West Maas en Waal ·
Westervoort ·
Wijchen ·
Winterswijk ·
Zaltbommel ·
Zevenaar ·
Zutphen